# Iskitim
Iskitim (russisch Искитим) ist eine Stadt in der Oblast Nowosibirsk (Russland) mit 60.078 Einwohnern (Stand 14. Oktober 2010).

## Geographie
Die Stadt liegt im südöstlichen Teil des Westsibirischen Tieflandes, etwa 65 km südlich der Oblasthauptstadt Nowosibirsk, am Fluss Berd, einem rechten Nebenfluss des Ob. Das Klima ist kontinental.
Die Stadt Iskitim ist der Oblast administrativ direkt unterstellt und zugleich Verwaltungszentrum des gleichnamigen Rajons.

## Geschichte
Iskitim entstand 1933 als Arbeitersiedlung bei der dort errichteten Zementfabrik und erhielt 1938 Stadtrecht.

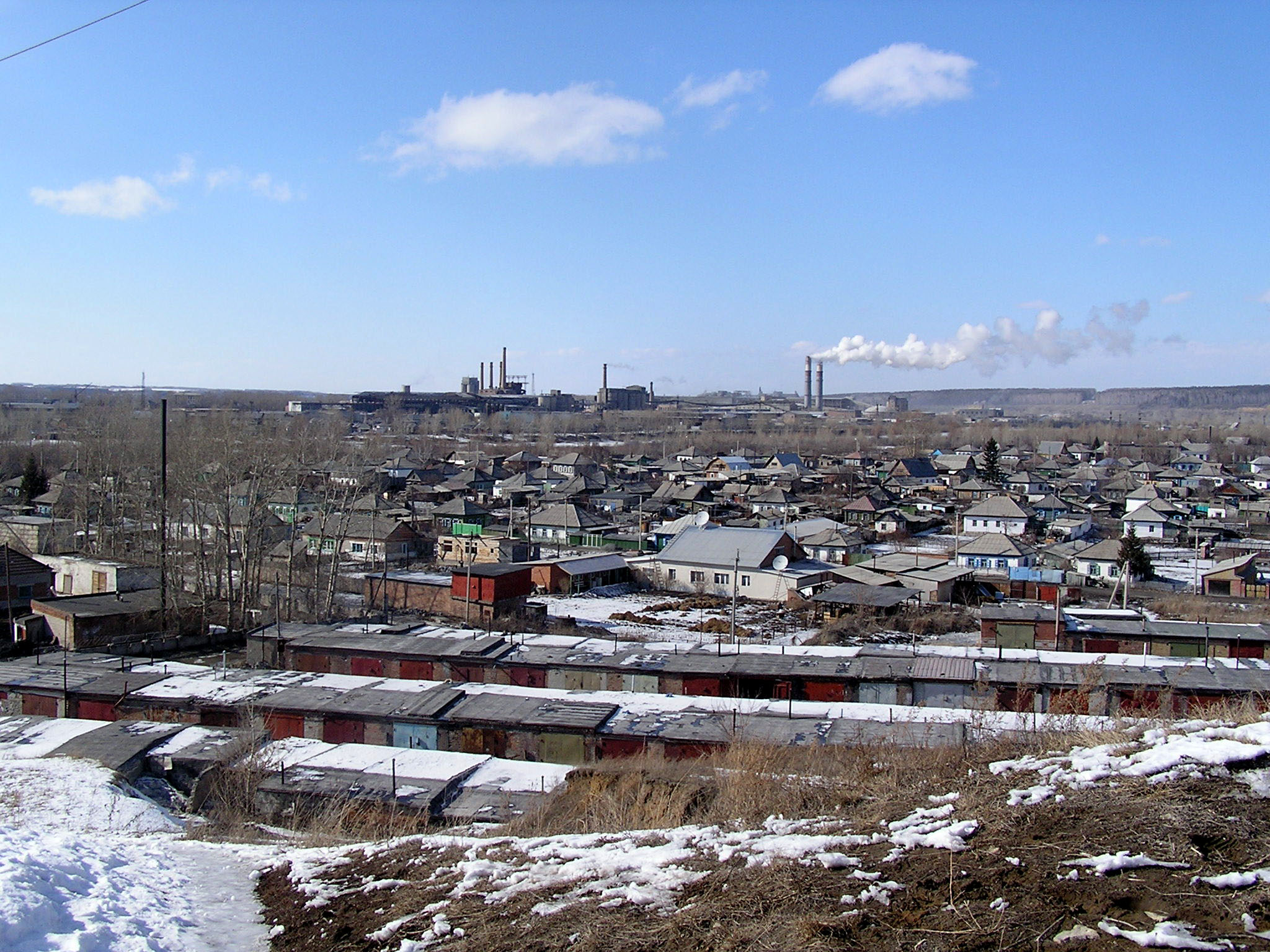
Blick auf Iskitim

### Bevölkerungsentwicklung
| Jahr | Einwohner |
| ---- | --------- |
| 1939 | 14.551    |
| 1959 | 34.320    |
| 1970 | 45.436    |
| 1979 | 58.659    |
| 1989 | 67.849    |
| 2002 | 62.756    |
| 2010 | 60.078    |

Anmerkung: Volkszählungsdaten